# 北湖公园 (郴州)

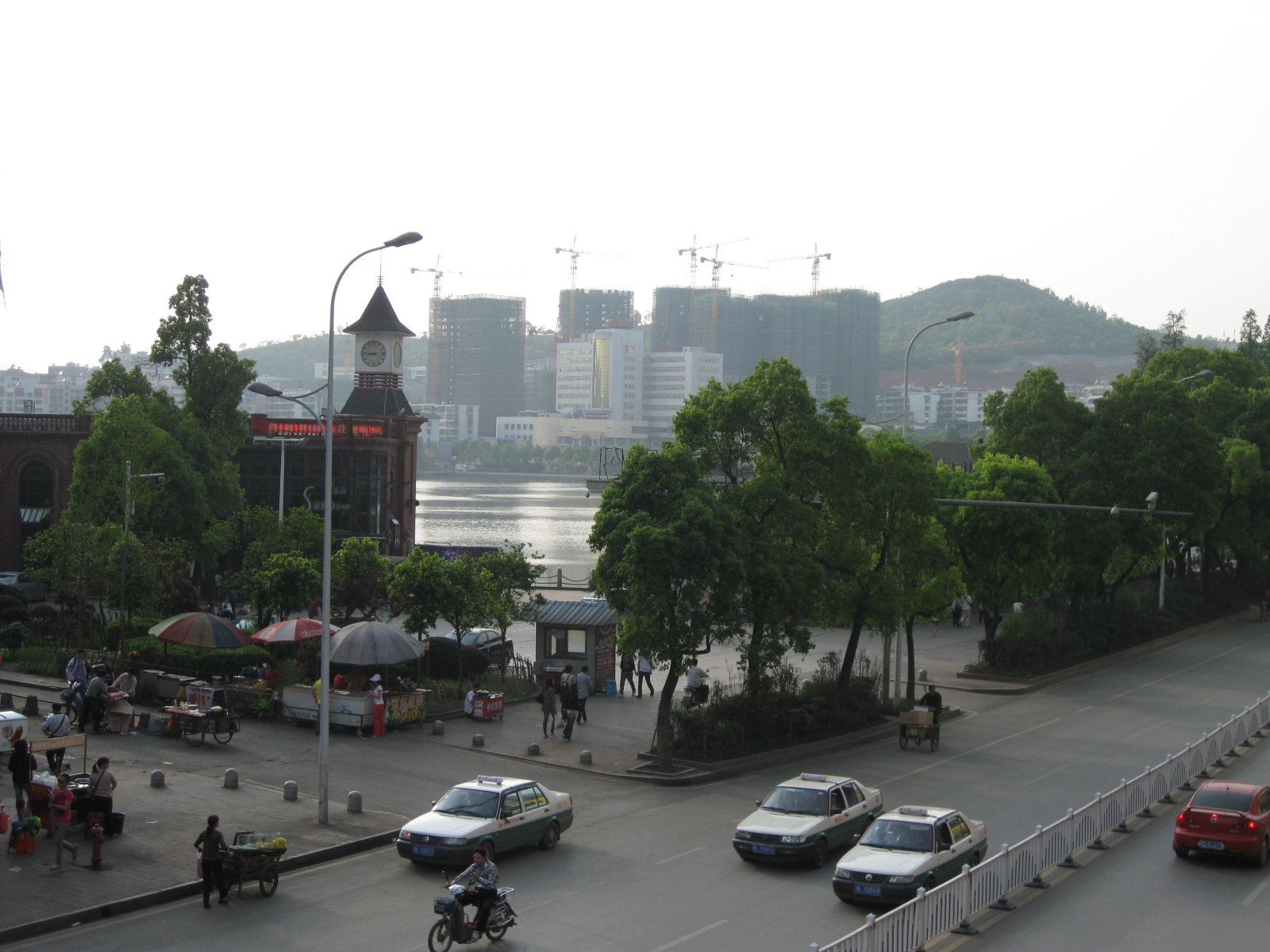
北湖公园全景

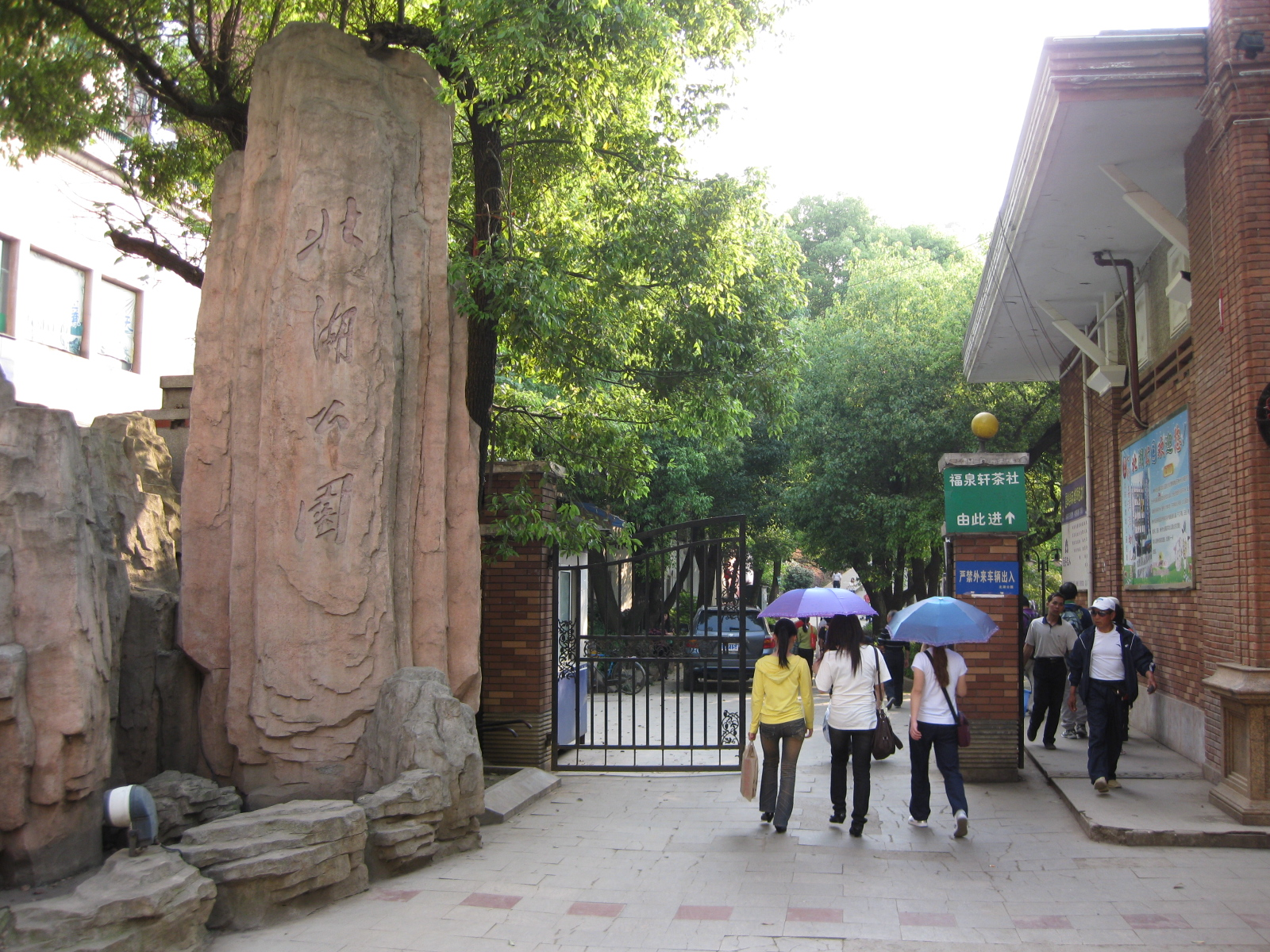
北湖公园北门

北湖公园是位于郴州市北湖区的一座大型公园，公园里面有北湖。公园邻近国庆南路和郴州市第五中学。805年，韩愈从广东省阳山县来郴州待命，与郴州刺史李伯康泛舟游湖叉鱼为乐，兴致勃勃地写下了有名的《叉鱼招张功曹》一诗。